# Albrecht Bernhard Frantz
Albrecht Bernhard Frantz (* 24. September 1819 in Passendorf; † 10. Februar 1888 in Bad Wildungen) war ein deutscher Verwaltungsjurist und Politiker in der Provinz Sachsen.

## Leben

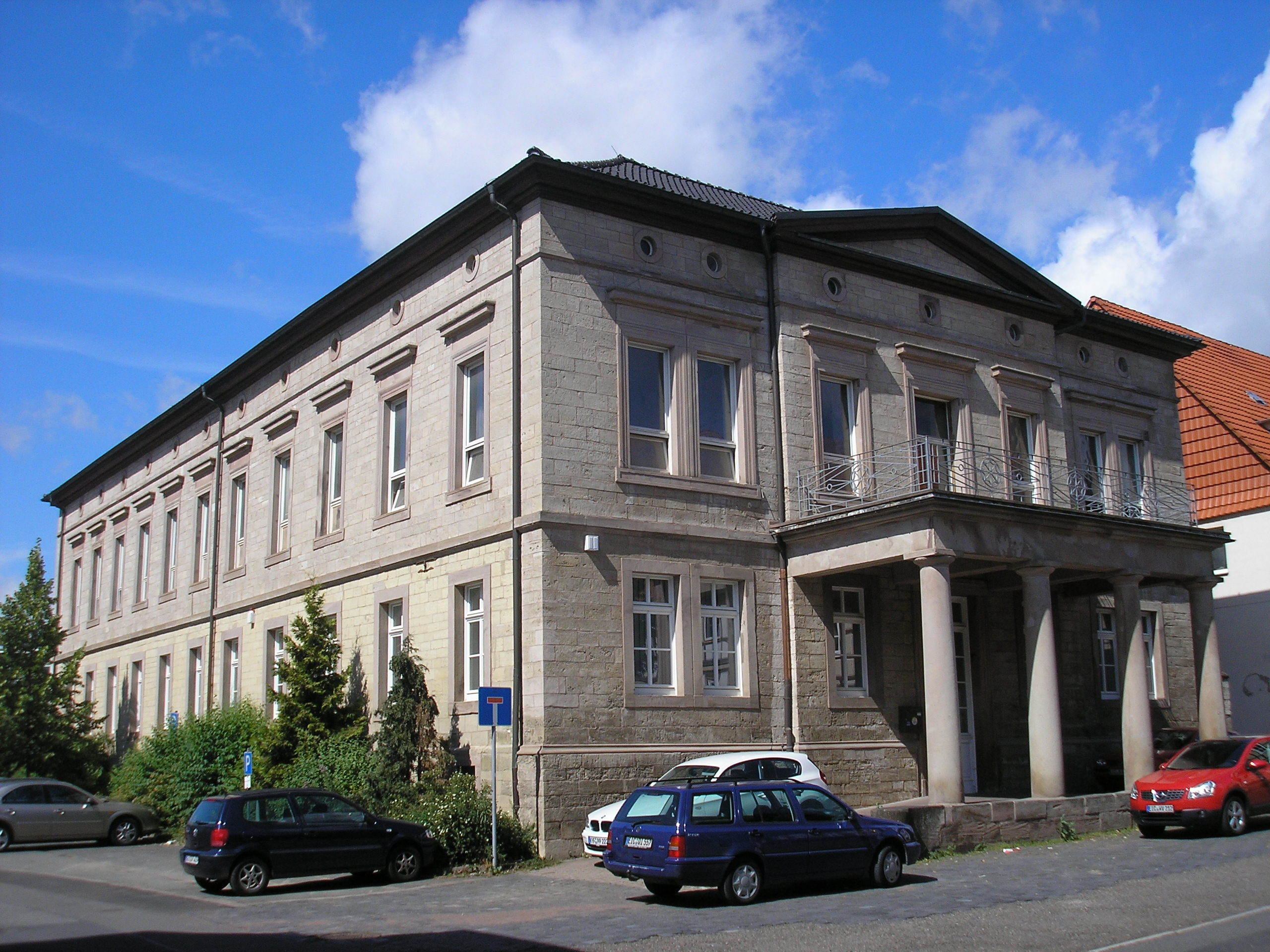
Der ehemalige Junkerhof in Worbis, Wohnsitz der Familie und Landratsamt

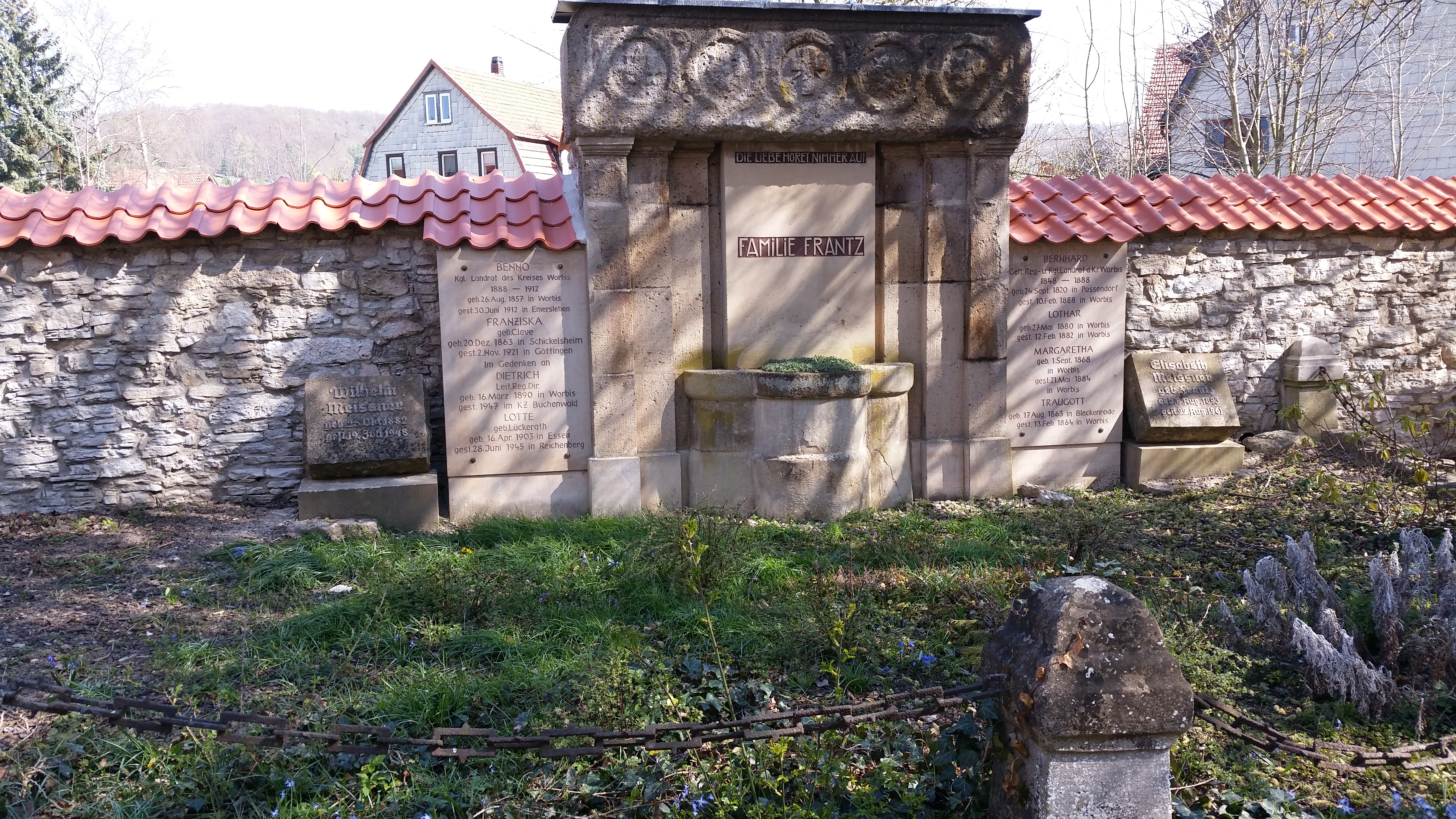
Begräbnisstelle der Familie Frantz in Worbis

Frantz studierte an der Ruprecht-Karls-Universität Heidelberg. 1840 wurde er im Corps Guestphalia Heidelberg recipiert. Nach dem Studium trat er in den preußischen Staatsdienst. Über 40 Jahre, von 1848 bis 1888, war er Landrat des Kreises Worbis. 1852–1855 und 1863–1866 saß Frantz im Preußischen Abgeordnetenhaus und ab 1867 im  Reichstag (Norddeutscher Bund) und im Zollparlaments für den Wahlkreis Erfurt 2 (Heiligenstadt, Worbis) und die Freikonservative Vereinigung. Er war auch Mitglied im Provinziallandtag der Provinz Sachsen. 
Er erwarb den Junkerhof in Worbis und richtete dort das Landratsbüro ein. Bei dem Stadtbrand 1860 brannte der alte Gutshof völlig ab und wurde neu aufgebaut. Nachdem er gestorben war, wurde sein Sohn Benno Frantz ebenfalls Landrat in Worbis bis 1912. Der Junkerhof wurde bis Ende des 20. Jahrhunderts als Landratsamt bzw. Rat des Kreises genutzt.

## Ehrungen
- Charakter als Geheimer Regierungsrat[1]